# Han Geng
Han Geng (chiń. 韩庚; pinyin Hán Gēng; ur. 9 lutego 1984 w Mudanjiang, w prowincji Heilongjiang w Chinach) – piosenkarz, tancerz, aktor; były członek koreańskiego boysbandu Super Junior. Był liderem jednej subgrupy, Super Junior M. Jako jedyny ze wszystkich członków Super Junior pochodzi z Chin. W grudniu 2009 Han pozwał SM Entertainment za 13-letni kontrakt, który według niego był niezgodny z prawem, zbyt restrykcyjny i niesprawiedliwy oraz który spowodował u niego chorobę nerek. Od tamtego czasu powrócił do Chin, aby kontynuować karierę solową. 27 września 2011 SM Entertainment oficjalnie oświadczyło zakończenie współpracy z Hangiem za porozumieniem stron.